# Polo norte magnético
El polo norte magnético es la dirección que señala la aguja imantada de una brújula, dirección que no coincide con la del polo norte geográfico, excepto en los puntos del hemisferio norte, situados en el mismo meridiano que el norte magnético. Actualmente está situado a unos 1600 km del polo norte geográfico, cerca de la isla de Bathurst, en la parte septentrional de Canadá, en el territorio de Nunavut.
La Tierra genera un campo magnético que se llama campo geomagnético o campo magnético terrestre. El estudio de este campo geomagnético se remonta al siglo XVI, cuando el inglés William Gilbert publicó el libro De Magnete, en 1600.
Las brújulas no apuntan al polo norte geográfico sino al polo norte magnético, definido como el lugar donde el campo magnético es perpendicular a la superficie, por lo que en latitudes altas son bastante imprecisas.
El norte magnético se desplaza paulatinamente, por lo que su posición marcada para un año es solo un promedio. Actualmente se desplaza unos cien metros diarios (40 km/año), el campo magnético crece y decrece en intensidad a lo largo de los años y, periódicamente, se invierte la polaridad, en ciclos de miles de años. La fase actual es decreciente.
Magnéticamente hablando no es exactamente un polo norte sino un polo sur, usualmente es llamado así para no confundirse al hablar de temas relacionados con la navegación, ya que se usa para resaltar que se habla del norte que marca la brújula y no el "real" que normalmente llevan los mapas. Este lugar cambia continuamente a lo largo del tiempo a una velocidad variable (actualmente estimada en 40 km/año), y en otras ocasiones ha estado situado en el hemisferio sur debido a las inversiones periódicas del campo magnético terrestre (la última fue hace 780 000 años). Una brújula situada horizontalmente en este polo apuntaría a cualquier dirección y si se está lo suficientemente cerca tendría un error considerable ya que en la mayoría de las brújulas la aguja tendería a apuntar hacia abajo.

## Datación arqueológica
La variación de posición del norte magnético a lo largo de la historia de la Tierra es utilizada por los arqueólogos para datar elementos que conservaron sus propiedades de magnetismo y la orientación, tales como las bases arcillosas de hornos prehistóricos.